# Holopelus
Genre
Holopelus est un genre d'araignées aranéomorphes de la famille des Thomisidae.

## Distribution
Les espèces de ce genre se rencontrent en Afrique subsaharienne, en Asie du Sud et en Asie du Sud-Est.

## Liste des espèces
Selon World Spider Catalog (version 18.0, 07/02/2017) :
- Holopelus albibarbis Simon, 1895
- Holopelus almiae Dippenaar-Schoeman, 1986
- Holopelus bufoninus Simon, 1886
- Holopelus crassiceps (Strand, 1913)
- Holopelus irroratus (Thorell, 1899)
- Holopelus malati Simon, 1895
- Holopelus piger O. Pickard-Cambridge, 1899

## Publication originale
- Simon, 1886 : Espèces et genres nouveaux de la famille des Thomisisdae. Actes de la Société linnéenne de Bordeaux, vol. 40, p. 167-187 (texte intégral).